# Debrné (Trutnov)

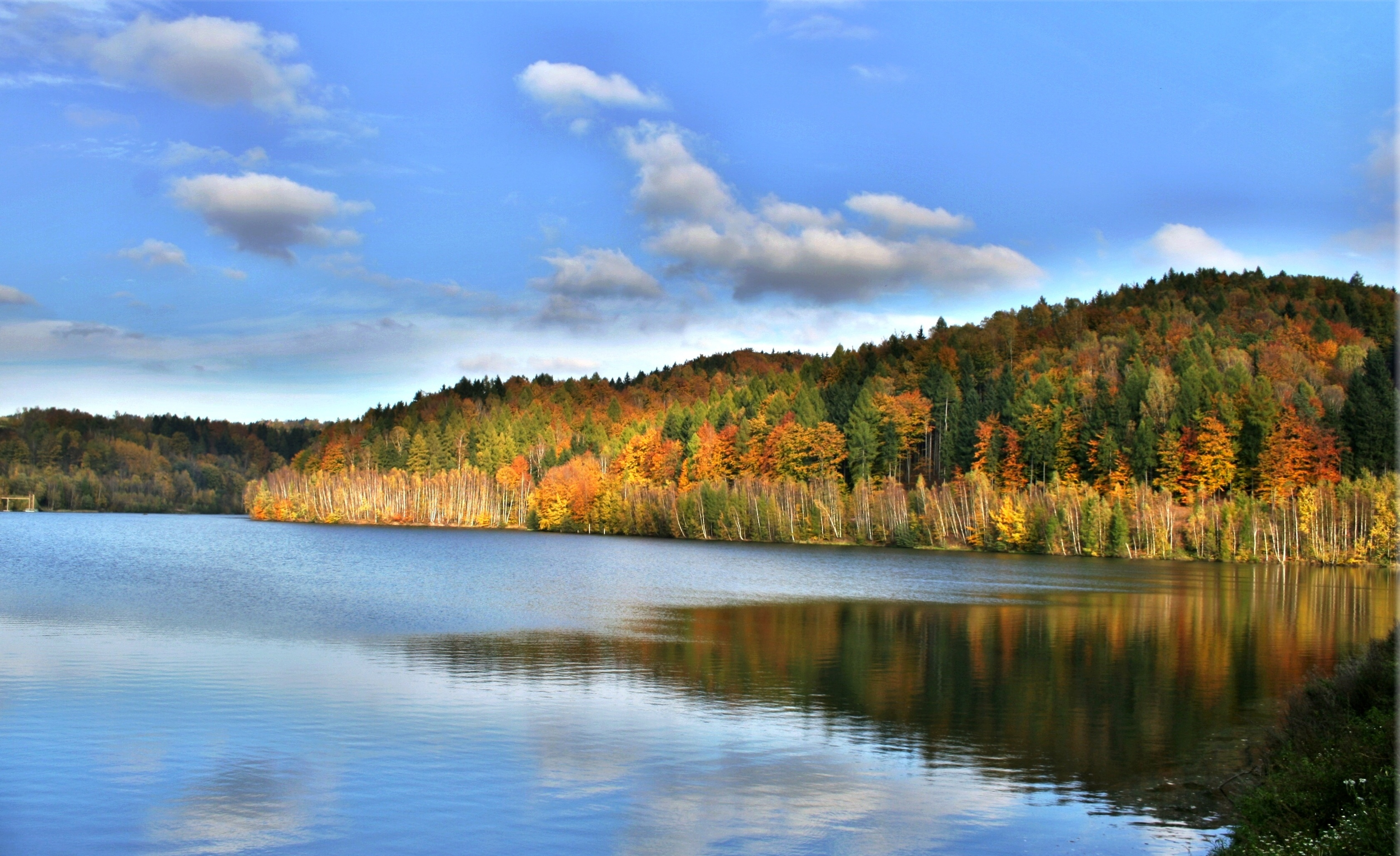
Mrtvé jezero

Debrné (deutsch Döberle) ist eine Grundsiedlungseinheit der Stadt Trutnov in Tschechien. Das erloschene Dorf liegt sechseinhalb Kilometer nordöstlich des Stadtzentrums von Trutnov nahe der polnischen Grenze und gehört zum Ortsteil Libeč.

## Geographie
Debrné erstreckte sich in der Bernartická vrchovina (Bernsdorfer Hügelland) im Tal des Debrnský potok (Döbler Wasser). Nördlich erhebt sich der Hony (Kreuzweg, 625 m n.m.), im Nordosten der Janský vrch (Johannesberg, 697 m n.m.) sowie östlich der Węglarz (Ackerberg, 567 m n.p.m.) und der Nad Záleským (577 m n.m.). Gegen Süden liegt der Městský les (Bürgerwald), südwestlich der Špitálský les (Spitalwald). Den südlichen Teil des Dorfes nimmt heute der Mrtvé jezero ein.   
Nachbarorte sind Bernartice und Rybníček im Norden, Uniemyśl und Okrzeszyn im Nordosten, Petříkovice im Osten, Peklo, Lhota, Zákoutí und Poříčí im Süden, Voletiny und Nové Voletiny im Südwesten, Libeč im Westen sowie Zlatá Olešnice im Nordwesten.

## Geschichte
Wahrscheinlich entstanden im 9. Jahrhundert in der Gegend slawische Wachtposten zum Schutz des Binnenlandes vor Räubern und kriegerischen Einfällen. Einer Legende nach soll das Dorf im Jahre 1009 durch einen Lokator Debrnický gegründet worden sein.
Die erste urkundliche Erwähnung von Debrné und Lubce erfolgte 1260, als Egidius de Upa (Idík z Úpy) beide Dörfer den Kreuzherren mit dem Roten Stern für das neu gegründete Kloster und Hospital in der Au in Upa überließ. Die an den Berglehnen beiderseits der Wüstung noch vollständig erhaltenen, heute baumbestandenen Feldraine lassen erkennen, dass Debrné als Waldhufendorf angelegt wurde. Nach der Zerstörung des Spitals durch die Hussiten verpachteten die Kreuzherren Debrné und Lubce an die Stadt Trautenau, 1580 verkauften sie der Stadt beide Güter erblich. Im Eigentum des Trautenauer Spitals verblieben der Spitalwald und mehrere Wiesen. In der ersten Hälfte des 18. Jahrhunderts wurde die Kapelle Johannes des Täufers geweiht.
Im Jahre 1833 bestand das im Königgrätzer Kreis gelegene Dorf Döberle aus 71 Häusern, in denen 436 Personen lebten. Im Ort gab es eine Schule. Die Bewohner lebten von der Landwirtschaft und der Handweberei. Pfarrort war Trautenau. In der Ortsmitte wurde 1844 ein aus einem Klassenzimmer und der Lehrerwohnung bestehendes Schulhaus gebaut; die älteren Kinder wurden in Parschnitz oder Trautenau unterrichtet. Bis zur Mitte des 19. Jahrhunderts blieb das Dorf der Herrschaft Trautenau untertänig.
Nach der Aufhebung der Patrimonialherrschaften bildete Döberle/Debrné ab 1849 mit dem Ortsteil Lupenz/Lubce eine Gemeinde im Gerichtsbezirk Trautenau. Im Jahre 1853 wurde am Döbler Wasser eine Mühle errichtet. 1868 wurde das Dorf dem Bezirk Trautenau zugeordnet. Durch den starken Frost im Winter 1878/79 wurde die Mühle ruiniert. Das Dorf war lediglich über einen Fahrweg erreichbar, der zwischen Wolta und Gabersdorf von der Schlesischen Straße abzweigte und steil aus dem Litschetal anstieg. 1888 entstand neben der Kapelle Johannes des Täufers ein Friedhof. Im gleichen Jahr wurde unterhalb von Döberle parallel zum Tal des Döbler Wassers die Bürgerwaldstraße angelegt, die mit einem leichten Umweg deutlich bequemer durch das Döbler Tal zur neuen Petersdorfer Straße führte. Zu den umliegenden Dörfern Petersdorf, Teichwasser, Bernsdorf, Goldenöls, Gabersdorf, Wolta und zum Bahnhof Parschnitz führten nur Feldwege mit steilen Anstiegen. Das Demuth-Kreuz wurde 1890 errichtet. 1892 wurde auf der Gemarkung von Döberle im Litschetal die Mechanische Leinenweberei Aust gegründet. Im Jahre 1900 lebten in den 85 Häusern von Döberle 411 Personen. In Folge des milden Klimas entwickelte sich Döberle zu einem Erholungsort, der insbesondere von Lungenkranken aufgesucht wurde. Im Ort gab es drei Gasthäuser, die von Landwirten als Nebenerwerb betrieben wurden. Der Bezirk Trautenau unterhielt in Döberle ein Ferienlager für erholungsbedürftige Kinder. Döberle war zudem ein beliebtes Ausflugsziel der Städter aus Parschnitz und Trautenau. Die Gemarkung Döberle hatte eine Fläche von 503 ha; sie umfasste neben dem im Döbler Tal gelegenen Dorf auch einige Häuser im Tal der Litsche (Ličná) einschließlich der Mechanischen Weberei Anton Aust und den beiden Eisenbahnwärterhäuschen mit der Haltestelle Gabersdorf an der Bahnstrecke Josefstadt-Liebau, die später als Neu-Wolta bezeichnet wurden, den Melaphyrsteinbruch Spitzer am Goldenölsner Bach (Zlatá Olešnice) sowie die drei Häuser von Lupenz. 1930 hatte Döberle 356 Einwohner, 1939 waren es 325. Zwischen 1937 und 1938 entstanden auf dem Höhenzug zwischen dem Bolkenberg und dem Stadtwald starke Befestigungsanlagen des Tschechoslowakischen Walls, die sich auch durch das Niederdorf erstreckten. Nach dem Münchner Abkommen wurde Döberle 1938 dem Deutschen Reich zugeschlagen und gehörte bis 1945 zum Landkreis Trautenau. Nach dem Ende des Zweiten Weltkrieges kam Debrné 1945 zur Tschechoslowakei zurück. Im Zeitraum September 1945 bis September 1946 erfolgte die Vertreibung der deutschen Bewohner, die Wiederbesiedlung mit Tschechen erfolgte nur in geringem Umfang. 1951 war das letzte Begräbnis auf den Friedhof von Debrné. Als zu Beginn der 1950er Jahre das Kohlekraftwerkes Poříčí erbaut wurde, begann im unteren Tal des Debrnský potok die Entsorgung der Kraftwerksasche; der Bach wurde in einem als Mrtvé jezero bezeichneten Deponiebecken angestaut. Im Jahre 1961 wurde Debrné nach Voletiny eingemeindet. In den 1960er Jahren erreichte der Mrtvé jezero den unteren Teil des Dorfes. Damit begann auch die Absiedlung von Debrné. Die Kapelle Johannes des Täufers war 1978 Drehort für Aufnahmen zum ZDF-Vierteiler Wallenstein und wurde dabei in Brand gesetzt, später wurde ihre Ruine abgebrochen. Mitte der 1980er Jahre wurde mit dem Rückstau des Absatzbeckens auch die Straße nach Voletiny erreicht; damit verlor das entsiedelte Döbler Tal seine letzte Straßenverbindung. Am Hang oberhalb der überfluteten alten Straße von Poříčí nach Debrné wurde eine neue Wirtschaftsstraße zum Absatzbecken angelegt. Nach der Eingemeindung nach Trutnov im Jahre 1981 wurden Debrné und Nové Voletiny-sever dem Ortsteil Libeč zugeordnet. Der untere Teil des Tales ist bereits mit Schwemmasche verfüllt. Vom ehemaligen Dorf sind nur noch ein als Stallung genutztes verfallenes Haus, einige Ruinen und der verwilderte Friedhof erhalten. Das Döbler Tal oberhalb des Mrtvé jezero ist heute eingekoppelt und wird als Sommerweide für Rinder genutzt.

## Ortsgliederung
Die Grundsiedlungseinheit Debrné bildet einen Katastralbezirk.

## Sehenswürdigkeiten
- verfallene Steinbrücke über den Debrnský potok
- verwüstete Reste des Friedhofes
- Torso der Moserkapelle am Weg zum Janský vrch, sie wurde in der zweiten Hälfte des 20. Jahrhunderts zerstört[5]
- Demuth-Kreuz
- Bunker des Tschechoslowakischen Walls